# 沃利齊亞 (沃利齊亞市鎮)

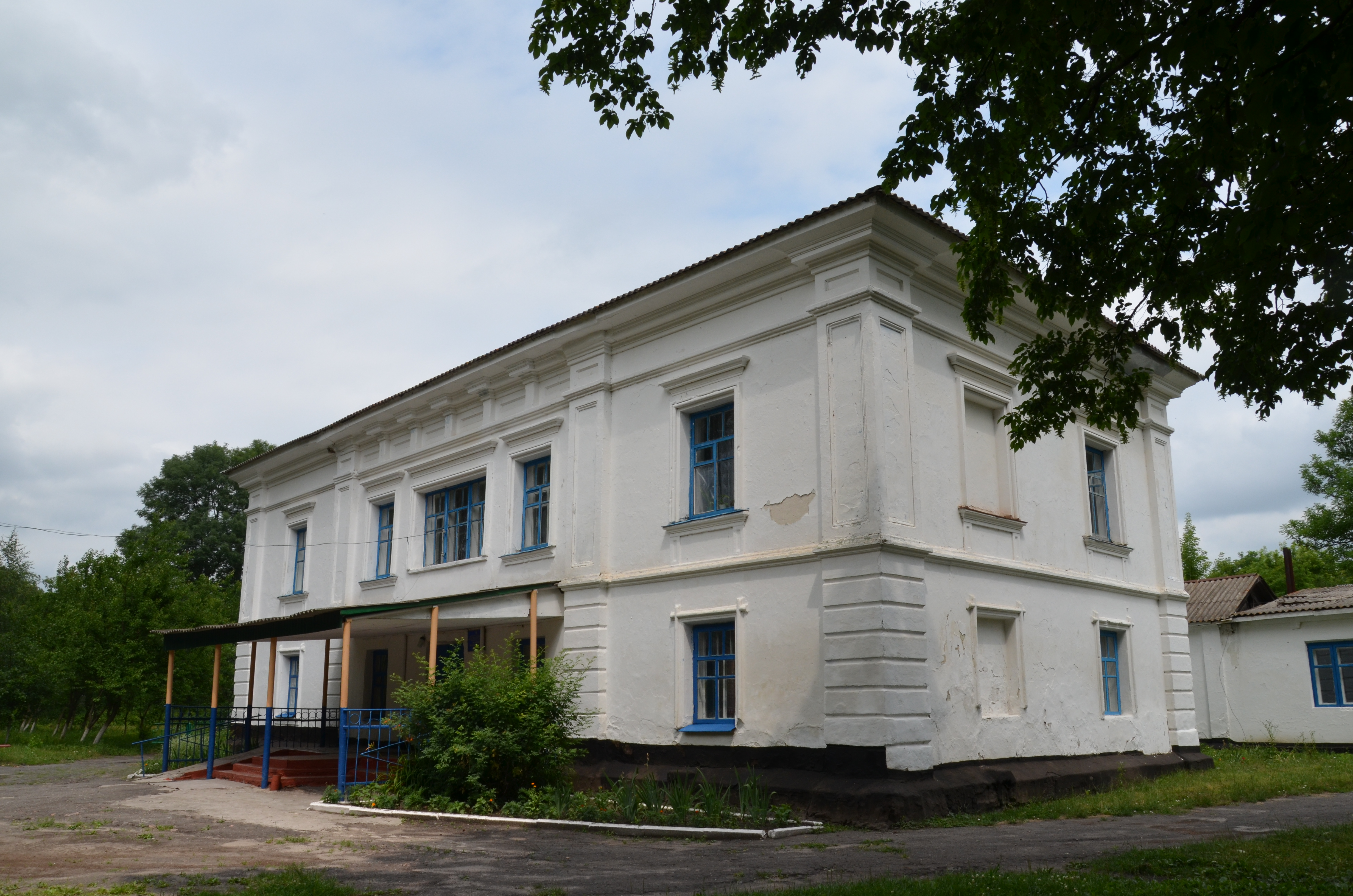
村内建筑

沃利齊亞（烏克蘭語：Волиця），是烏克蘭北部日托米爾州日托米爾區沃利齐亚市镇内的村庄及其行政中心。處於伊維揚卡河畔，始建於1605年，面積31.95平方公里，海拔高度222米，2023年人口686。
volycya-gromada/socialnij-paspor-2023 （页面存档备份，存于）